# أرليت
أرليت مدينة صناعية بمنطقة أغاديس شمالي دولة النيجر. تقع بين الصحراء الكبرى وجبال العير. تبعد 200 كلم إلى جنوب الحدود الجزائرية. سكانها نحو 80 ألف نسمة. بها جالية فرنسية كبيرة أنشئت لأجلها بنية تحتية شاملة تتضمن مطار دولي، واشتهرت لتعدد مناجم استخراج مادة اليورانيوم التي تستغلها الحكومة الفرنسية لإمداد المفاعلات النووية التي تعتمد عليها فرنسا لإنتاج الطاقة. وقد أنشئ طريق حديث يتجه جنوبا لنقل شحنات اليورانيوم الخام إلى ميناء كوتونو بدولة بنين للتصدير إلا أنه تجاوز مدنا عديدة. ويشكل اليورانيوم نحو 90% من قيمة صادرات النيجر.
كان تدهور أسعار اليورانيوم في أواخر الثمانينيات، وادعاءات بالتعصب لصالح ذوي الأصول الجنوبية في التشغيل، عنصرين ساهما في اندلاع تمرد الطوارق في التسعينيات. ولا زال الطوارق يطالبون بالإنصاف في توزيع عائدات اليورانيوم وحقوق التشغيل للسكان المحليين.

وقد عرضت ذلك قناة الجزيرة في فيلم وثائقي بعنوان أيتام الصحراء
وذكر الفيلم كيف أصبحت فرنسا دولة نووية بارزة على حساب السكان المدنيين هناك الذين يموتون بسبب الإشعاعات والمخلفات النووية دون تقديم أي مساعدة لهم

انتقدت منظمات غير حكومية أفريقية وأوروبية الشركات التي تدير الأعمال التعدينية بالمدينة لدواعي بيئية وصحية، وخصوصا شركة أريفا.

## المناخ
يظهر الجدول التالي التغييرات المناخية على مدار السنة لأرليت:
| البيانات المناخية لـأرليت               | البيانات المناخية لـأرليت | البيانات المناخية لـأرليت | البيانات المناخية لـأرليت | البيانات المناخية لـأرليت | البيانات المناخية لـأرليت | البيانات المناخية لـأرليت | البيانات المناخية لـأرليت | البيانات المناخية لـأرليت | البيانات المناخية لـأرليت | البيانات المناخية لـأرليت | البيانات المناخية لـأرليت | البيانات المناخية لـأرليت | البيانات المناخية لـأرليت |
| الشهر                                   | يناير                     | فبراير                    | مارس                      | أبريل                     | مايو                      | يونيو                     | يوليو                     | أغسطس                     | سبتمبر                    | أكتوبر                    | نوفمبر                    | ديسمبر                    | المعدل السنوي             |
| --------------------------------------- | ------------------------- | ------------------------- | ------------------------- | ------------------------- | ------------------------- | ------------------------- | ------------------------- | ------------------------- | ------------------------- | ------------------------- | ------------------------- | ------------------------- | ------------------------- |
| متوسط درجة الحرارة الكبرى °م (°ف)       | 26.9 (80.4)               | 30.1 (86.2)               | 34.3 (93.7)               | 38.6 (101.5)              | 41.2 (106.2)              | 41.5 (106.7)              | 39.8 (103.6)              | 38.6 (101.5)              | 39 (102)                  | 37 (99)                   | 32.3 (90.1)               | 28.4 (83.1)               | 35.6 (96.2)               |
| المتوسط اليومي °م (°ف)                  | 18.8 (65.8)               | 21.7 (71.1)               | 25.9 (78.6)               | 30.5 (86.9)               | 33.4 (92.1)               | 34.2 (93.6)               | 32.8 (91.0)               | 31.9 (89.4)               | 31.8 (89.2)               | 29.3 (84.7)               | 24.2 (75.6)               | 20.5 (68.9)               | 27.9 (82.2)               |
| متوسط درجة الحرارة الصغرى °م (°ف)       | 10.8 (51.4)               | 13.3 (55.9)               | 17.5 (63.5)               | 22.4 (72.3)               | 25.7 (78.3)               | 27 (81)                   | 25.9 (78.6)               | 25.3 (77.5)               | 24.6 (76.3)               | 21.6 (70.9)               | 16.1 (61.0)               | 12.7 (54.9)               | 20.2 (68.5)               |
| الهطول مم (إنش)                         | 0 (0)                     | 0 (0)                     | 0 (0)                     | 1 (0.0)                   | 1 (0.0)                   | 5 (0.2)                   | 11 (0.4)                  | 18 (0.7)                  | 5 (0.2)                   | 0 (0)                     | 0 (0)                     | 0 (0)                     | 41 (1.5)                  |
| المصدر: Climate-Data.org, altitude: 429 |                           |                           |                           |                           |                           |                           |                           |                           |                           |                           |                           |                           |                           |

## أعلام
- أمادو موتاري